# Vergeure

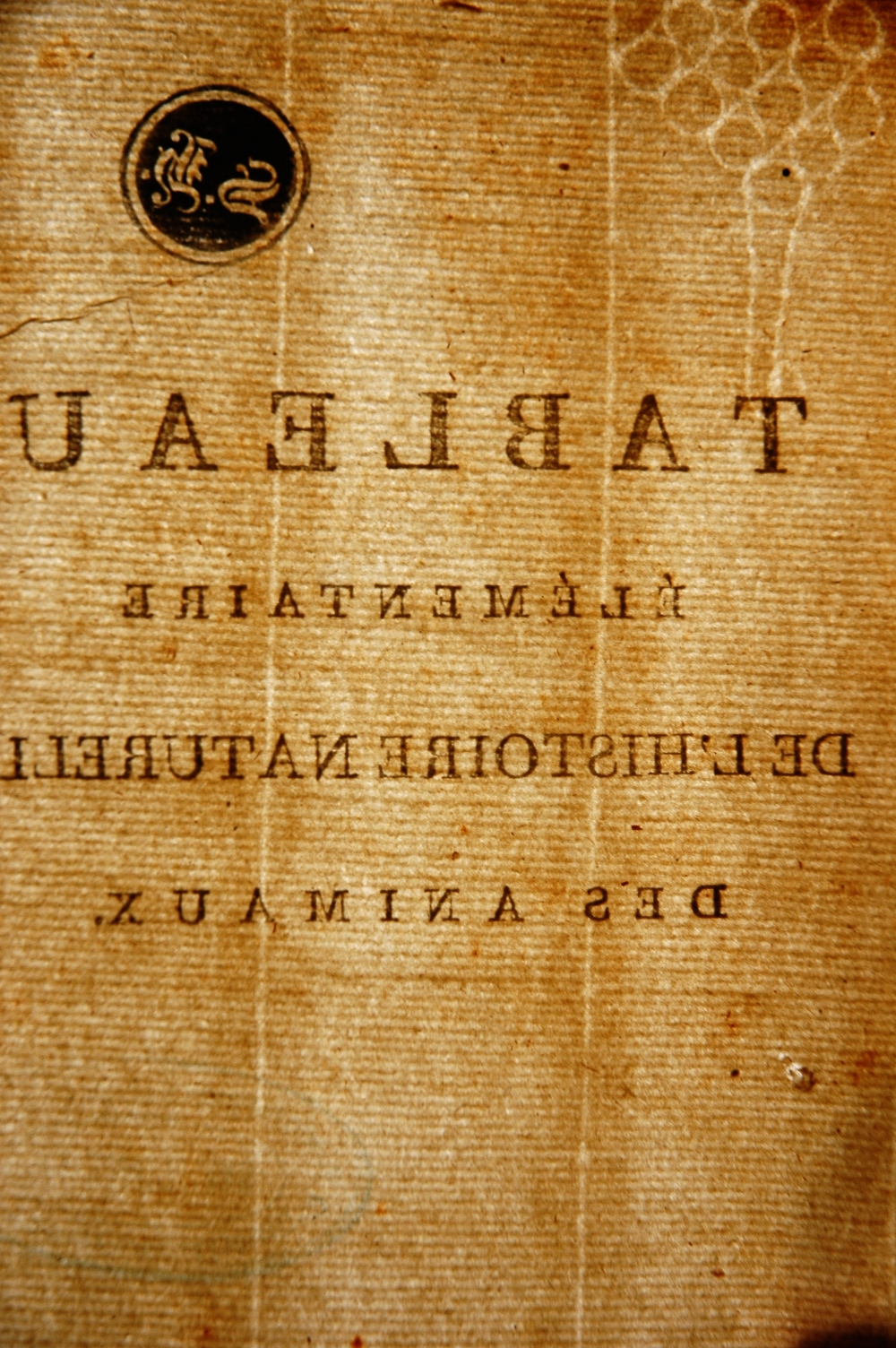
Les vergeüres sont les lignes claires horizontales visibles par transparence sur cette page de frontispice de lHistoire Naturelle des Animaux de Georges Cuvier.

On appelle vergeure (prononcé /vɛʁ.ʒyʁ/) ou vergeüre (orthographe rectifiée de 1990) chacun des fils de laiton, très serrés et parallèles, dont l'ensemble constitue une sorte de toile métallique destinée à retenir la pâte dans la fabrication du papier à la main. Le terme désigne également la marque laissée par ces fils.
Le papier vergé est un papier où de telles marques sont visibles.

## Orthographe
« Vergeure » devrait être prononcé « verjure » (Comme gageure devant être prononcé « gajure »). Le Rapport de 1990 sur les rectifications orthographiques (voir § III.5) préconise d'écrire « vergeüre » (avec un tréma) pour éviter la prononciation erronée « verjeure ».

## Dictionnaires
- sur le TLFi